# Екунчет
Екунчет — упразднённый посёлок в Тайшетском районе Иркутской области России. Являлся административным центром и единственным населенным пунктом Екунчетского муниципального образования.

## История
В ноябре 2017 года посёлок упразднён Законодательным собранием Иркутской области в связи с отсутствием «перспектив социально-экономического развития»

## География
Находится примерно в 133 км к северу от районного центра.

## Население
| 2002 | 2010 | 2011 | 2012 | 2013 | 2014 | 2015 | 2016 | 2017 |
| ---- | ---- | ---- | ---- | ---- | ---- | ---- | ---- | ---- |
| 115  | ↘47  | →47  | ↘44  | ↘39  | ↘36  | ↘32  | ↘29  | →29  |

Гендерный состав
По данным Всероссийской переписи, в 2010 году в посёлке проживало 47 человек (24 мужчины и 23 женщины).